# Leptocereus nudiflorus

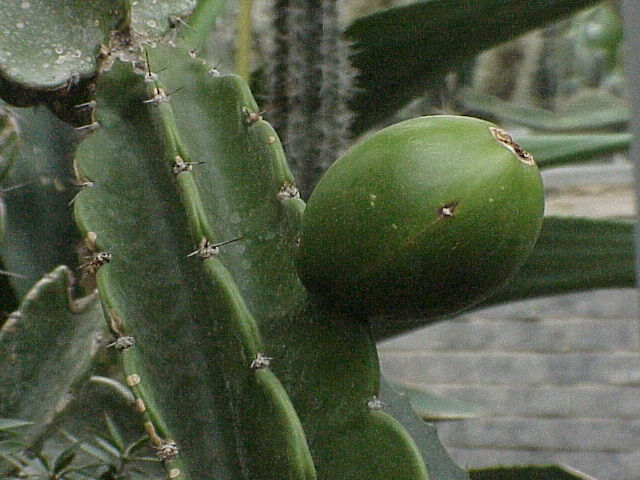
Frucht

Leptocereus nudiflorus ist eine Pflanzenart in der Gattung Leptocereus aus der Familie der Kakteengewächse (Cactaceae). Das Artepitheton nudiflorus leitet sich von den lateinischen Worten nudus für ‚nackt‘ sowie -florus für ‚-blühend‘ ab und verweist auf die unbehaarten Blüten der Art. Ein spanischer Trivialname ist „Flor de Copa“.

## Beschreibung
Leptocereus nudiflorus wächst baumförmig, ist reich verzweigt und erreicht Wuchshöhen von 7 bis 10 Metern. Es wird ein Stamm von bis 1 Meter Höhe und 60 Zentimetern Durchmesser ausgebildet. Die kurzen, trübgrünen Triebabschnitte weisen  Durchmesser von bis 16 Zentimeter auf. Die 3 bis 5 flügelartigen, gekerbten Rippen sind bis 7 Zentimeter hoch. Die 2 bis 15 nadeligen Dornen, die manchmal auch fehlen, sind grau mit einer dunkleren Spitze. Sie sind bis 4 Zentimeter lang.
Die breit trichterförmigen, weißen Blüten haben eine schmale Blütenröhre und sind 10 bis 12 Zentimeter lang. Die meist kugelförmigen, grünlichen Früchte sind glatt und 8 bis 12 Zentimeter lang.

## Verbreitung, Systematik und Gefährdung
Leptocereus nudiflorus ist auf Kuba verbreitet.
Die Erstbeschreibung als Cereus nudiflorus wurde 1869 durch Francisco Adolfo Sauvalle veröffentlicht. Duniel Barrios und Salvador Arias Montes stellten die Art 2020 in die Gattung Leptocereus. Weitere nomenklatorische Synonyme sind Dendrocereus nudiflorus (Engelm. ex C.Wright) Britton & Rose (1920) und Dendrocereus undulosus subsp. nudiflorus (Engelm. ex C.Wright) Guiggi (2020).
In der Roten Liste gefährdeter Arten der IUCN wird die Art als „Endangered (EN)“, d. h. als stark gefährdet geführt.

## Nachweise